# Lijst van Poolse steden
Dit is een lijst van Poolse steden (miasto) op alfabet. Er waren op 1 januari 2010 in totaal 903 steden in Polen volgens het statistische bureau van Polen (GUS).

## Gebruikte afkortingen voor woiwodschappen
DŚ: Dolnośląskie (Neder-Silezië), KP: Kujawsko-Pomorskie (Koejavië-Pommeren), LB: Lubelskie, LS: Lubuskie,
 ŁD: Łódzkie, MP: Małopolskie (Klein-Polen), MZ: Mazowieckie (Mazovië), OP: Opolskie,
 PK: Podkarpackie (Subkarpaten), PL: Podlaskie (Podlachië), PM: Pomorskie (Pommeren), ŚL: Śląskie (Silezië),
 ŚK: Świętokrzyskie, WM: Warmińsko-Mazurskie (Ermland-Mazurië), WP: Wielkopolskie (Groot-Polen), ZP: Zachodniopomorskie (West-Pommeren).

## Index
A B C Ć D E F G H I J K L Ł M N O P R S Ś T U W Z Ż

## A
| - Aleksandrów Kujawski (KP) - Aleksandrów Łódzki (ŁD) | - Alwernia (MP) - Andrychów (MP) | - Annopol (LB) - Augustów (PL) |

## B
| - Babimost (LS) - Baborów (OP) - Baranów Sandomierski (PK) - Barcin (KP) - Barczewo (WM) - Bardo (DŚ) - Barlinek (ZP) - Bartoszyce (WM) - Barwice (ZP) - Bełchatów (ŁD) - Bełżyce (LB) - Będzin (ŚL) - Biała (OP) - Biała Piska (WM) - Biała Podlaska (LB) - Biała Rawska (ŁD) - Białobrzegi (MZ) - Białogard (ZP) - Biały Bór (ZP) - Białystok (PL) - Biecz (MP) - Bielawa (DŚ) | - Bielsk Podlaski (PL) - Bielsko-Biała (ŚL) - Bieruń (ŚL) - Bierutów (DŚ) - Bieżuń (MZ) - Biłgoraj (LB) - Biskupiec (WM) - Bisztynek (WM) - Blachownia (ŚL) - Błaszki (ŁD) - Błażowa (PK) - Błonie (MZ) - Bobolice (ZP) - Bochnia (MP) - Bodzentyn (ŚK) - Bogatynia (DŚ) - Boguszów-Gorce (DŚ) - Bojanowo (WP) - Bolesławiec (DŚ) - Bolków (DŚ) - Borek Wielkopolski (WP) - Borne Sulinowo (ZP) | - Braniewo (WM) - Brańsk (PL) - Brodnica (KP) - Brok (MZ) - Brusy (PM) - Brwinów (MZ) - Brzeg (OP) - Brzeg Dolny (DŚ) - Brzesko (MP) - Brzeszcze (MP) - Brześć Kujawski (KP) - Brzeziny (ŁD) - Brzozów (PK) - Buk (WP) - Bukowno (MP) - Busko-Zdrój (ŚK) - Bychawa (LB) - Byczyna (OP) - Bydgoszcz (KP) - Bystrzyca Kłodzka (DŚ) - Bytom (ŚL) - Bytom Odrzański (LS) - Bytów (PM) |

## C
| - Cedynia (ZP) - Chełm (LB) - Chełmek (MP) - Chełmno (KP) - Chełmża (KP) - Chęciny (ŚK) - Chmielnik (ŚK) - Chocianów (DŚ) - Chociwel (ZP) - Chodecz (KP) - Chodzież (WP) - Chojna (ZP) - Chojnice (PM) - Chojnów (DŚ) | - Choroszcz (PL) - Chorzele (MZ) - Chorzów (ŚL) - Choszczno (ZP) - Chrzanów (MP) - Ciechanowiec (PL) - Ciechanów (MZ) - Ciechocinek (KP) - Cieszanów (PK) - Cieszyn (ŚL) - Ciężkowice (MP) - Cybinka (LS) - Czaplinek (ZP) - Czarna Białostocka (PL) | - Czarna Woda (PM) - Czarne (PM) - Czarnków (WP) - Czchów (MP) - Czechowice-Dziedzice (ŚL) - Czeladź (ŚL) - Czempiń (WP) - Czerniejewo (WP) - Czersk (PM) - Czerwieńsk (LS) - Czerwionka-Leszczyny (ŚL) - Częstochowa (ŚL) - Człopa (ZP) - Człuchów (PM) - Czyżew (PL) |

## Ć
- Ćmielów (ŚK)

## D
| - Darłowo (ZP) - Dąbie (WP) - Dąbrowa Białostocka (PL) - Dąbrowa Górnicza (ŚL) - Dąbrowa Tarnowska (MP) - Debrzno (PM) - Dębica (PK) - Dęblin (LB) - Dębno (ZP) - Dobczyce (MP) - Dobiegniew (LS) | - Dobra (powiat Łobez) (ZP) - Dobra (powiat turecki) (WP) - Dobre Miasto (WM) - Dobrodzień (OP) - Dobrzany (ZP) - Dobrzyń nad Wisłą (KP) - Dolsk (WP) - Drawno (ZP) - Drawsko Pomorskie (ZP) - Drezdenko (LS) - Drobin (MZ) | - Drohiczyn (PL) - Drzewica (ŁD) - Dukla (PK) - Duszniki Zdrój (DŚ) - Dynów (PK) - Działdowo (WM) - Działoszyce (ŚK) - Działoszyn (ŁD) - Dzierzgoń (PM) - Dzierżoniów (DŚ) - Dziwnów (ZP) |

## E
| - Elbląg (WM) | - Ełk (WM) |

## F
| - Frampol (LB) | - Frombork (WM) |

## G
| - Garwolin (MZ) - Gąbin (MZ) - Gdańsk (PM) - Gdynia (PM) - Giżycko (WM) - Glinojeck (MZ) - Gliwice (ŚL) - Głogów (DŚ) - Głogów Małopolski (PK) - Głogówek (OP) - Głowno (ŁD) - Głubczyce (OP) - Głuchołazy (OP) - Głuszyca (DŚ) - Gniew (PM) - Gniewkowo (KP) | - Gniezno (WP) - Gogolin (OP) - Golczewo (ZP) - Goleniów (ZP) - Golina (WP) - Golub-Dobrzyń (KP) - Gołańcz (WP) - Gołdap (WM) - Goniądz (PL) - Gorlice (MP) - Gorzów Śląski (OP) - Gorzów Wielkopolski (LS) - Gostynin (MZ) - Gostyń (WP) - Gozdnica (LS) - Góra (DŚ) | - Góra Kalwaria (MZ) - Górowo Iławeckie (WM) - Górzno (KP) - Grabów nad Prosną (WP) - Grajewo (PL) - Grodków (OP) - Grodzisk Mazowiecki (MZ) - Grodzisk Wielkopolski (WP) - Grójec (MZ) - Grudziądz (KP) - Grybów (MP) - Gryfice (ZP) - Gryfino (ZP) - Gryfów Śląski (DŚ) - Gubin (LS) |

## H
| - Hajnówka (PL) | - Halinów (MZ) - Hel (PM) | - Hrubieszów (LB) |

## I
| - Iława (WM) - Iłowa (LS) - Iłża (MZ) | - Imielin (ŚL) - Inowrocław (KP) - Ińsko (ZP) | - Iwonicz Zdrój (PK) - Izbica Kujawska (KP) |

## J
| - Jabłonowo Pomorskie (KP) - Janikowo (KP) - Janowiec Wielkopolski (KP) - Janów Lubelski (LB) - Jarocin (WP) - Jarosław (PK) - Jasień (LS) - Jasło (PK) | - Jastarnia (PM) - Jastrowie (WP) - Jastrzębie Zdrój (ŚL) - Jawor (DŚ) - Jaworzno (ŚL) - Jaworzyna Śląska (DŚ) - Jedlicze (PK) - Jedlina Zdrój (DŚ) - Jedwabne (PL) | - Jelcz-Laskowice (DŚ) - Jelenia Góra (DŚ) - Jeziorany (WM) - Jędrzejów (ŚK) - Jordanów (MP) - Józefów (powiat biłgorajski) (LB) - Józefów (powiat otwocki) (MZ) - Jutrosin (WP) |

## K
| - Kalety (ŚL) - Kalisz (WP) - Kalisz Pomorski (ZP) - Kalwaria Zebrzydowska (MP) - Kałuszyn (MZ) - Kamienna Góra (DŚ) - Kamień Krajeński (KP) - Kamień Pomorski (ZP) - Kamieńsk (ŁD) - Kańczuga (PK) - Karczew (MZ) - Kargowa (LS) - Karlino (ZP) - Karpacz (DŚ) - Kartuzy (PM) - Katowice (ŚL) - Kazimierz Dolny (LB) - Kazimierza Wielka (ŚK) - Kąty Wrocławskie (DŚ) - Kcynia (KP) - Kędzierzyn-Koźle (OP) - Kępice (PM) - Kępno (WP) - Kętrzyn (WM) - Kęty (MP) - Kielce (ŚK) - Kietrz (OP) - Kisielice (WM) - Kleczew (WP) - Kleszczele (PL) - Kluczbork (OP) | - Kłecko (WP) - Kłobuck (ŚL) - Kłodawa (WP) - Kłodzko (DŚ) - Knurów (ŚL) - Knyszyn (PL) - Kobylin (WP) - Kobyłka (MZ) - Kock (LB) - Kolbuszowa (PK) - Kolno (PL) - Kolonowskie (OP) - Koluszki (ŁD) - Koło (WP) - Kołobrzeg (ZP) - Koniecpol (ŚL) - Konin (WP) - Konstancin-Jeziorna (MZ) - Konstantynów Łódzki (ŁD) - Końskie (ŚK) - Koprzywnica (ŚK) - Korfantów (OP) - Koronowo (KP) - Korsze (WM) - Kosów Lacki (MZ) - Kostrzyn (WP) - Kostrzyn nad Odrą (LS) - Koszalin (ZP) - Kościan (WP) - Kościerzyna (PM) - Kowal (KP) - Kowalewo Pomorskie (KP) | - Kowary (DŚ) - Koziegłowy (ŚL) - Kozienice (MZ) - Koźmin Wielkopolski (WP) - Kożuchów (LS) - Kórnik (WP) - Krajenka (WP) - Kraków (MP) - Krapkowice (OP) - Krasnobród (LB) - Krasnystaw (LB) - Kraśnik (LB) - Krobia (WP) - Krosno (PK) - Krosno Odrzańskie (LS) - Krośniewice (ŁD) - Krotoszyn (WP) - Kruszwica (KP) - Krynica Morska (PM) - Krynica-Zdrój (MP) - Krzanowice (ŚL) - Krzepice (ŚL) - Krzeszowice (MP) - Krzywiń (WP) - Krzyż Wielkopolski (WP) - Książ Wielkopolski (WP) - Kudowa Zdrój (DŚ) - Kunów (ŚK) - Kutno (ŁD) - Kuźnia Raciborska (ŚL) - Kwidzyn (PM) |

## L
| - Lądek Zdrój (DŚ) - Legionowo (MZ) - Legnica (DŚ) - Lesko (PK) - Leszno (WP) - Leśna (DŚ) - Leśnica (OP) - Lewin Brzeski (OP) - Leżajsk (PK) - Lębork (PM) - Lędziny (ŚL) - Libiąż (MP) | - Lidzbark (WM) - Lidzbark Warmiński (WM) - Limanowa (MP) - Lipiany (ZP) - Lipno (KP) - Lipsk (PL) - Lipsko (MZ) - Lubaczów (PK) - Lubań (DŚ) - Lubartów (LB) - Lubawa (WM) - Lubawka (DŚ) | - Lubień Kujawski (KP) - Lubin (DŚ) - Lublin (LB) - Lubliniec (ŚL) - Lubniewice (LS) - Lubomierz (DŚ) - Luboń (WP) - Lubraniec (KP) - Lubsko (LS) - Lwówek (WP) - Lwówek Śląski (DŚ) |

## Ł
| - Łabiszyn (KP) - Łańcut (PK) - Łapy (PL) - Łasin (KP) - Łask (ŁD) - Łaskarzew (MZ) - Łaziska Górne (ŚL) | - Łazy (ŚL) - Łeba (PM) - Łęczna (LB) - Łęczyca (ŁD) - Łęknica (LS) - Łobez (ZP) - Łobżenica (WP) | - Łochów (MZ) - Łomianki (MZ) - Łomża (PL) - Łosice (MZ) - Łowicz (ŁD) - Łódź (ŁD) - Łuków (LB) |

## M
| - Maków Mazowiecki (MZ) - Maków Podhalański (MP) - Malbork (PM) - Małogoszcz (ŚK) - Małomice (LS) - Margonin (WP) - Marki (MZ) - Maszewo (ZP) - Miasteczko Śląskie (ŚL) - Miastko (PM) - Miechów (MP) - Miejska Górka (WP) - Mielec (PK) - Mieroszów (DŚ) - Mieszkowice (ZP) - Międzybórz (DŚ) - Międzychód (WP) | - Międzylesie (DŚ) - Międzyrzec Podlaski (LB) - Międzyrzecz (LS) - Międzyzdroje (ZP) - Mikołajki (WM) - Mikołów (ŚL) - Mikstat (WP) - Milanówek (MZ) - Milicz (DŚ) - Miłakowo (WM) - Miłomłyn (WM) - Miłosław (WP) - Mińsk Mazowiecki (MZ) - Mirosławiec (ZP) - Mirsk (DŚ) - Mława (MZ) - Młynary (WM) - Mogielnica (MZ) | - Mogilno (KP) - Mońki (PL) - Morąg (WM) - Mordy (MZ) - Moryń (ZP) - Mosina (WP) - Mrągowo (WM) - Mrocza (KP) - Mszana Dolna (MP) - Mszczonów (MZ) - Murowana Goślina (WP) - Muszyna (MP) - Mysłowice (ŚL) - Myszków (ŚL) - Myszyniec (MZ) - Myślenice (MP) - Myślibórz (ZP) |

## N
| - Nakło nad Notecią (KP) - Nałęczów (LB) - Namysłów (OP) - Narol (PK) - Nasielsk (MZ) - Nekla (WP) - Nidzica (WM) - Niemcza (DŚ) - Niemodlin (OP) - Niepołomice (MP) - Nieszawa (KP) | - Nisko (PK) - Nowa Dęba (PK) - Nowa Ruda (DŚ) - Nowa Sarzyna (PK) - Nowa Sól (LS) - Nowe (KP) - Nowe Miasteczko (LS) - Nowe Miasto Lubawskie (WM) - Nowe Miasto nad Pilicą (MZ) - Nowe Skalmierzyce (WP) - Nowe Warpno (ZP) - Nowogard (ZP) | - Nowogrodziec (DŚ) - Nowogród (PL) - Nowogród Bobrzański (LS) - Nowy Dwór Gdański (PM) - Nowy Dwór Mazowiecki (MZ) - Nowy Sącz (MP) - Nowy Staw (PM) - Nowy Targ (MP) - Nowy Tomyśl (WP) - Nowy Wiśnicz (MP) - Nysa (OP) |

## O
| - Oborniki (WP) - Oborniki Śląskie (DŚ) - Obrzycko (WP) - Odolanów (WP) - Ogrodzieniec (ŚL) - Okonek (WP) - Olecko (WM) - Olesno (OP) - Oleszyce (PK) - Oleśnica (DŚ) - Olkusz (MP) - Olsztyn (WM) - Olsztynek (WM) | - Olszyna (DŚ) - Oława (DŚ) - Opalenica (WP) - Opatów (ŚK) - Opoczno (ŁD) - Opole (OP) - Opole Lubelskie (LB) - Orneta (WM) - Orzesze (ŚL) - Orzysz (WM) - Osieczna (WP) - Osiek (ŚK) - Ostrołęka (MZ) - Ostroróg (WP) | - Ostrowiec Świętokrzyski (ŚK) - Ostróda (WM) - Ostrów Lubelski (LB) - Ostrów Mazowiecka (MZ) - Ostrów Wielkopolski (WP) - Ostrzeszów (WP) - Ośno Lubuskie (LS) - Oświęcim (MP) - Otmuchów (OP) - Otwock (MZ) - Ozimek (OP) - Ozorków (ŁD) - Ożarów (ŚK) - Ożarów Mazowiecki (MZ) |

## P
| - Pabianice (ŁD) - Paczków (OP) - Pajęczno (ŁD) - Pakość (KP) - Parczew (LB) - Pasłęk (WM) - Pasym (WM) - Pelplin (PM) - Pełczyce (ZP) - Piaseczno (MZ) - Piaski (LB) - Piastów (MZ) - Piechowice (DŚ) - Piekary Śląskie (ŚL) - Pieniężno (WM) - Pieńsk (DŚ) - Pieszyce (DŚ) - Pilawa (MZ) - Pilica (ŚL) - Pilzno (PK) - Piła (WP) - Piława Górna (DŚ) - Pińczów (ŚK) - Pionki (MZ) | - Piotrków Kujawski (KP) - Piotrków Trybunalski (ŁD) - Pisz (WM) - Piwniczna Zdrój (MP) - Pleszew (WP) - Płock (MZ) - Płońsk (MZ) - Płoty (ZP) - Pniewy (WP) - Pobiedziska (WP) - Poddębice (ŁD) - Podkowa Leśna (MZ) - Pogorzela (WP) - Polanica Zdrój (DŚ) - Polanów (ZP) - Police (ZP) - Polkowice (DŚ) - Połaniec (ŚK) - Połczyn Zdrój (ZP) - Poniatowa (LB) - Poniec (WP) - Poręba (ŚL) - Poznań (WP) - Prabuty (PM) | - Praszka (OP) - Prochowice (DŚ) - Proszowice (MP) - Prószków (OP) - Prudnik (OP) - Prusice (DŚ) - Pruszcz Gdański (PM) - Pruszków (MZ) - Przasnysz (MZ) - Przedbórz (ŁD) - Przedecz (WP) - Przemków (DŚ) - Przemyśl (PK) - Przeworsk (PK) - Przysucha (MZ) - Pszczyna (ŚL) - Pszów (ŚL) - Puck (PM) - Puławy (LB) - Pułtusk (MZ) - Puszczykowo (WP) - Pyrzyce (ZP) - Pyskowice (ŚL) - Pyzdry (WP) |

## R
| - Rabka Zdrój (MP) - Raciąż (MZ) - Racibórz (ŚL) - Radków (DŚ) - Radlin (ŚL) - Radom (MZ) - Radomsko (ŁD) - Radomyśl Wielki (PK) - Radymno (PK) - Radziejów (KP) - Radzionków (ŚL) - Radzymin (MZ) - Radzyń Chełmiński (KP) - Radzyń Podlaski (LB) | - Rajgród (PL) - Rakoniewice (WP) - Raszków (WP) - Rawa Mazowiecka (ŁD) - Rawicz (WP) - Recz (ZP) - Reda (PM) - Rejowiec Fabryczny (LB) - Resko (ZP) - Reszel (WM) - Rogoźno (WP) - Ropczyce (PK) - Różan (MZ) - Ruciane-Nida (WM) | - Ruda Śląska (ŚL) - Rudnik nad Sanem (PK) - Rumia (PM) - Rybnik (ŚL) - Rychwał (WP) - Rydułtowy (ŚL) - Rydzyna (WP) - Ryglice (MP) - Ryki (LB) - Rymanów (PK) - Ryn (WM) - Rypin (KP) - Rzepin (LS) - Rzeszów (PK) - Rzgów (LD) |

## S
| - Sandomierz (ŚK) - Sanok (PK) - Sejny (PL) - Serock (MZ) - Sędziszów (ŚK) - Sędziszów Małopolski (PK) - Sępopol (WM) - Sępólno Krajeńskie (KP) - Sianów (ZP) - Siechnice (DŚ) - Siedlce (MZ) - Siemianowice Śląskie (ŚL) - Siemiatycze (PL) - Sieniawa (PK) - Sieradz (ŁD) - Sieraków (WP) - Sierpc (MZ) - Siewierz (ŚL) - Skalbmierz (ŚK) - Skała (MP) - Skarszewy (PM) - Skaryszew (MZ) - Skarżysko-Kamienna (ŚK) - Skawina (MP) - Skępe (KP) - Skierniewice (ŁD) - Skoczów (ŚL) - Skoki (WP) - Skórcz (PM) - Skwierzyna (LS) - Sława (LS) - Sławków (ŚL) - Sławno (ZP) - Słomniki (MP) | - Słubice (LS) - Słupca (WP) - Słupsk (PM) - Sobótka (DŚ) - Sochaczew (MZ) - Sokołów Małopolski (PK) - Sokołów Podlaski (MZ) - Sokółka (PL) - Solec Kujawski (KP) - Sompolno (WP) - Sopot (PM) - Sosnowiec (ŚL) - Sośnicowice (ŚL) - Stalowa Wola (PK) - Starachowice (ŚK) - Stargard Szczeciński (ZP) - Starogard Gdański (PM) - Stary Sącz (MP) - Staszów (ŚK) - Stawiski (PL) - Stawiszyn (WP) - Stąporków (ŚK) - Stęszew (WP) - Stoczek Łukowski (LB) - Stronie Śląskie (DŚ) - Strumień (ŚL) - Stryków (ŁD) - Strzegom (DŚ) - Strzelce Krajeńskie (LS) - Strzelce Opolskie (OP) - Strzelin (DŚ) - Strzelno (KP) - Strzyżów (PK) - Sucha Beskidzka (MP) | - Suchań (ZP) - Suchedniów (ŚK) - Suchowola (PL) - Sulechów (LS) - Sulejów (ŁD) - Sulejówek (MZ) - Sulęcin (LS) - Sulmierzyce (WP) - Sułkowice (MP) - Supraśl (PL) - Suraż (PL) - Susz (WM) - Suwałki (PL) - Swarzędz (WP) - Syców (DŚ) - Szadek (ŁD) - Szamocin (WP) - Szamotuły (WP) - Szczawnica (MP) - Szczawno Zdrój (DŚ) - Szczebrzeszyn (LB) - Szczecin (ZP) - Szczecinek (ZP) - Szczekociny (ŚL) - Szczuczyn (PL) - Szczyrk (ŚL) - Szczytna (DŚ) - Szczytno (WM) - Szklarska Poręba (DŚ) - Szlichtyngowa (LS) - Szprotawa (LS) - Sztum (PM) - Szubin (KP) - Szydłowiec (MZ) |

## Ś
| - Ścinawa (DŚ) - Ślesin (WP) - Śmigiel (WP) - Śrem (WP) - Środa Śląska (DŚ) - Środa Wielkopolska (WP) | - Świątniki Górne (MP) - Świdnica (DŚ) - Świdnik (LB) - Świdwin (ZP) - Świebodzice (DŚ) - Świebodzin (LS) | - Świecie (KP) - Świeradów Zdrój (DŚ) - Świerzawa (DŚ) - Świętochłowice (ŚL) - Świnoujście (ZP) |

## T
| - Tarczyn (MZ) - Tarnobrzeg (PK) - Tarnogród (LB) - Tarnowskie Góry (ŚL) - Tarnów (MP) - Tczew (PM) - Terespol (LB) - Tłuszcz (MZ) - Tolkmicko (PM) - Tomaszów Lubelski (LB) - Tomaszów Mazowiecki (ŁD) | - Toruń (KP) - Torzym (LS) - Toszek (ŚL) - Trzcianka (WP) - Trzciel (LS) - Trzcińsko Zdrój (ZP) - Trzebiatów (ZP) - Trzebinia (MP) - Trzebnica (DŚ) - Trzemeszno (WP) - Tuchola (KP) | - Tuchów (MP) - Tuczno (ZP) - Tuliszków (WP) - Turek (WP) - Tuszyn (ŁD) - Twardogóra (DŚ) - Tychy (ŚL) - Tyczyn (PK) - Tykocin (PL) - Tyszowce (LB) |

## U
| - Ujazd (OP) - Ujście (WP) | - Ulanów (PK) - Uniejów (ŁD) - Ustka (PM) | - Ustroń (ŚL) - Ustrzyki Dolne (PK) |

## W
| - Wadowice (MP) - Wałbrzych (DŚ) - Wałcz (ZP) - Warka (MZ) - Warszawa (MZ) - Warta (ŁD) - Wasilków (PL) - Wąbrzeźno (KP) - Wąchock (ŚK) - Wągrowiec (WP) - Wąsosz (DŚ) - Wejherowo (PM) - Węgliniec (DŚ) - Węgorzewo (WM) - Węgorzyno (ZP) - Węgrów (MZ) - Wiązów (DŚ) | - Wieleń (WP) - Wielichowo (WP) - Wieliczka (MP) - Wieluń (ŁD) - Wieruszów (ŁD) - Więcbork (KP) - Wilamowice (ŚL) - Wisła (ŚL) - Witkowo (WP) - Witnica (LS) - Wleń (DŚ) - Władysławowo (PM) - Włocławek (KP) - Włodawa (LB) - Włoszczowa (ŚK) - Wodzisław Śląski (ŚL) - Wojcieszów (DŚ) - Wojkowice (ŚL) | - Wojnicz (MP) - Wolbrom (MP) - Wolin (ZP) - Wolsztyn (WP) - Wołczyn (OP) - Wołomin (MZ) - Wołów (DŚ) - Woźniki (ŚL) - Wrocław (DŚ) - Wronki (WP) - Września (WP) - Wschowa (LS) - Wyrzysk (WP) - Wysoka (WP) - Wysokie Mazowieckie (PL) - Wyszków (MZ) - Wyszogród (MZ) - Wyśmierzyce (MZ) |

## Z
| - Zabłudów (PL) - Zabrze (ŚL) - Zagórów (WP) - Zagórz (PK) - Zakliczyn (MP) - Zakopane (MP) - Zakroczym (MZ) - Zalewo (WM) - Zambrów (PL) - Zamość (LB) - Zator (MP) - Zawadzkie (OP) | - Zawichost (ŚK) - Zawidów (DŚ) - Zawiercie (ŚL) - Ząbki (MZ) - Ząbkowice Śląskie (DŚ) - Zbąszynek (LS) - Zbąszyń (WP) - Zduny (WP) - Zduńska Wola (ŁD) - Zdzieszowice (OP) - Zelów (ŁD) - Zgierz (ŁD) | - Zgorzelec (DŚ) - Zielona Góra (LS) - Zielonka (MZ) - Ziębice (DŚ) - Złocieniec (ZP) - Złoczew (ŁD) - Złotoryja (DŚ) - Złotów (WP) - Złoty Stok (DŚ) - Zwierzyniec (LB) - Zwoleń (MZ) |

## Ż
| - Żabno (MP) - Żagań (LS) - Żarki (ŚL) - Żarów (DŚ) - Żary (LS) | - Żelechów (MZ) - Żerków (WP) - Żmigród (DŚ) - Żnin (KP) - Żory (ŚL) | - Żukowo (PM) - Żuromin (MZ) - Żychlin (ŁD) - Żyrardów (MZ) - Żywiec (ŚL) |